# Liste des titres musicaux numéro un en Allemagne en 1972
Cette page liste les titres numéro un dans les meilleures ventes de disques en Allemagne pour l'année 1972 selon Media Control Charts.
Les classements sont issus des 100 meilleures ventes de singles et des 100 meilleures ventes d'albums. Ils se déroulent du vendredi au jeudi, et sont publiés le mardi par l'industrie musicale allemande.

## Classement des singles
| №  | Date          | Artiste            | Titre                                             |
| -- | ------------- | ------------------ | ------------------------------------------------- |
| 1  | 7 janvier     | Pop-Tops (es)      | Mamy Blue                                         |
| 2  | 14 janvier    | Tony Christie      | Is This the Way to Amarillo?                      |
| 3  | 21 janvier    | Daisy Door         | Du lebst in deiner Welt (Highlights of My Dreams) |
| 4  | 28 janvier    | Daisy Door         | Du lebst in deiner Welt (Highlights of My Dreams) |
| 5  | 4 février     | Daisy Door         | Du lebst in deiner Welt (Highlights of My Dreams) |
| 6  | 11 février    | Daisy Door         | Du lebst in deiner Welt (Highlights of My Dreams) |
| 7  | 18 février    | Middle of the Road | Sacramento (A Wonderful Town)                     |
| 8  | 25 février    | Middle of the Road | Sacramento (A Wonderful Town)                     |
| 9  | 3 mars        | Tony Marshall      | Komm gib mir deine Hand                           |
| 10 | 10 mars       | Middle of the Road | Sacramento (A Wonderful Town)                     |
| 11 | 17 mars       | Tony Marshall      | Komm gib mir deine Hand                           |
| 12 | 24 mars       | Die Windows        | How Do You Do?                                    |
| 13 | 31 mars       | Die Windows        | How Do You Do?                                    |
| 14 | 7 avril       | Die Windows        | How Do You Do?                                    |
| 15 | 14 avril      | Die Windows        | How Do You Do?                                    |
| 16 | 21 avril      | Die Windows        | How Do You Do?                                    |
| 17 | 28 avril      | Die Windows        | How Do You Do?                                    |
| 18 | 5 mai         | Die Windows        | How Do You Do?                                    |
| 19 | 12 mai        | Die Windows        | How Do You Do?                                    |
| 20 | 19 mai        | Juliane Werding    | Am Tag, als Conny Kramer starb                    |
| 21 | 26 mai        | Daniel Boone (en)  | Beautiful Sunday                                  |
| 22 | 2 juin        | Christian Anders   | Es fährt ein Zug nach Nirgendwo                   |
| 23 | 9 juin        | Daniel Boone       | Beautiful Sunday                                  |
| 24 | 16 juin       | Daniel Boone       | Beautiful Sunday                                  |
| 25 | 23 juin       | Daniel Boone       | Beautiful Sunday                                  |
| 26 | 30 juin       | Daniel Boone       | Beautiful Sunday                                  |
| 27 | 7 juillet     | Christian Anders   | Es fährt ein Zug nach Nirgendwo                   |
| 28 | 14 juillet    | Bata Illic         | Michaela                                          |
| 29 | 21 juillet    | T. Rex             | Metal Guru                                        |
| 30 | 28 juillet    | Bata Illic         | Michaela                                          |
| 31 | 4 août        | Mouth & MacNeal    | Hello-A                                           |
| 32 | 11 août       | The Sweet          | Little Willy                                      |
| 33 | 18 août       | Mouth & MacNeal    | Hello-A                                           |
| 34 | 25 août       | Mouth & MacNeal    | Hello-A                                           |
| 35 | 1er septembre | Mouth & MacNeal    | Hello-A                                           |
| 36 | 8 septembre   | Mouth & MacNeal    | Hello-A                                           |
| 37 | 15 septembre  | Mouth & MacNeal    | Hello-A                                           |
| 38 | 22 septembre  | Mouth & MacNeal    | Hello-A                                           |
| 39 | 29 septembre  | Mouth & MacNeal    | Hello-A                                           |
| 40 | 6 octobre     | Hot Butter         | Popcorn                                           |
| 41 | 13 octobre    | Hot Butter         | Popcorn                                           |
| 42 | 20 octobre    | Hot Butter         | Popcorn                                           |
| 43 | 27 octobre    | The Sweet          | Wig-Wam Bam                                       |
| 44 | 3 novembre    | The Sweet          | Wig-Wam Bam                                       |
| 45 | 10 novembre   | The Sweet          | Wig-Wam Bam                                       |
| 46 | 17 novembre   | The Sweet          | Wig-Wam Bam                                       |
| 47 | 24 novembre   | The Sweet          | Wig-Wam Bam                                       |
| 48 | 1er décembre  | The Sweet          | Wig-Wam Bam                                       |
| 49 | 8 décembre    | The Sweet          | Wig-Wam Bam                                       |
| 50 | 15 décembre   | The Sweet          | Wig-Wam Bam                                       |
| 51 | 22 décembre   | Wum gesang (de)    | Ich wünsch' mir 'ne kleine Miezekatze             |
| 52 | 29 décembre   | Wum gesang (de)    | Ich wünsch' mir 'ne kleine Miezekatze             |

## Classement des albums
| №  | Date          | Artiste             | Titre                          |
| -- | ------------- | ------------------- | ------------------------------ |
| 1  | 7 janvier     | Compilation         | Stars für uns - Hilfe für alle |
| 2  | 14 janvier    | Compilation         | Stars für uns - Hilfe für alle |
| 3  | 21 janvier    | Compilation         | Stars für uns - Hilfe für alle |
| 4  | 28 janvier    | Compilation         | Stars für uns - Hilfe für alle |
| 5  | 4 février     | James Last          | Non Stop Dancing 72            |
| 6  | 11 février    | James Last          | Non Stop Dancing 72            |
| 7  | 18 février    | James Last          | Non Stop Dancing 72            |
| 8  | 25 février    | James Last          | Non Stop Dancing 72            |
| 9  | 3 mars        | James Last          | Non Stop Dancing 72            |
| 10 | 10 mars       | James Last          | Non Stop Dancing 72            |
| 11 | 17 mars       | James Last          | Non Stop Dancing 72            |
| 12 | 24 mars       | James Last          | Non Stop Dancing 72            |
| 13 | 31 mars       | James Last          | Non Stop Dancing 72            |
| 14 | 7 avril       | James Last          | Non Stop Dancing 72            |
| 15 | 14 avril      | James Last          | Non Stop Dancing 72            |
| 16 | 21 avril      | James Last          | Non Stop Dancing 72            |
| 17 | 28 avril      | Deep Purple         | Machine Head                   |
| 18 | 5 mai         | Deep Purple         | Machine Head                   |
| 19 | 12 mai        | Deep Purple         | Machine Head                   |
| 20 | 19 mai        | Deep Purple         | Machine Head                   |
| 21 | 26 mai        | Deep Purple         | Machine Head                   |
| 22 | 2 juin        | Deep Purple         | Machine Head                   |
| 23 | 9 juin        | Deep Purple         | Machine Head                   |
| 24 | 16 juin       | Deep Purple         | Machine Head                   |
| 25 | 23 juin       | Deep Purple         | Machine Head                   |
| 26 | 30 juin       | James Last          | Non Stop Dancing 72/2          |
| 27 | 7 juillet     | James Last          | Non Stop Dancing 72/2          |
| 28 | 14 juillet    | James Last          | Non Stop Dancing 72/2          |
| 29 | 21 juillet    | James Last          | Non Stop Dancing 72/2          |
| 30 | 28 juillet    | James Last          | Non Stop Dancing 72/2          |
| 31 | 4 août        | James Last          | Non Stop Dancing 72/2          |
| 32 | 11 août       | James Last          | Non Stop Dancing 72/2          |
| 33 | 18 août       | James Last          | Non Stop Dancing 72/2          |
| 34 | 25 août       | James Last          | Non Stop Dancing 72/2          |
| 35 | 1er septembre | James Last          | Non Stop Dancing 72/2          |
| 36 | 8 septembre   | James Last          | Non Stop Dancing 72/2          |
| 37 | 15 septembre  | James Last          | Non Stop Dancing 72/2          |
| 38 | 22 septembre  | James Last          | Non Stop Dancing 72/2          |
| 39 | 29 septembre  | Reinhard Mey        | Mein achtel Lorbeerblatt       |
| 40 | 6 octobre     | Reinhard Mey        | Mein achtel Lorbeerblatt       |
| 41 | 13 octobre    | Reinhard Mey        | Mein achtel Lorbeerblatt       |
| 42 | 20 octobre    | Reinhard Mey        | Mein achtel Lorbeerblatt       |
| 43 | 27 octobre    | Reinhard Mey        | Mein achtel Lorbeerblatt       |
| 44 | 3 novembre    | Kurt Edelhagen (de) | Olympia Parade                 |
| 45 | 10 novembre   | Kurt Edelhagen (de) | Olympia Parade                 |
| 46 | 17 novembre   | Kurt Edelhagen (de) | Olympia Parade                 |
| 47 | 24 novembre   | Kurt Edelhagen (de) | Olympia Parade                 |
| 48 | 1er décembre  | Kurt Edelhagen (de) | Olympia Parade                 |
| 49 | 8 décembre    | Kurt Edelhagen (de) | Olympia Parade                 |
| 50 | 15 décembre   | Kurt Edelhagen (de) | Olympia Parade                 |
| 51 | 22 décembre   | Kurt Edelhagen (de) | Olympia Parade                 |
| 52 | 29 décembre   | Reinhard Mey        | Mein achtel Lorbeerblatt       |